# Royal Rumble (2012)
Royal Rumble 2012 fue la vigesimoquinta edición de Royal Rumble, un evento pago por visión de lucha libre profesional, producido por la WWE, Inc. Tuvo lugar el 29 de enero de 2012, desde el Scottrade Center en St. Louis, Misuri. El tema oficial del evento fue Dark Horses de Switchfoot.

## Antecedentes
El evento principal es el Royal Rumble Match, la lucha que da nombre al evento. En ella, 2 luchadores comienzan luchando en el ring y a intervalos de tiempo de 90 segundos se irán añadiendo otros 28 luchadores más. Los luchadores que pasen por encima de la tercera cuerda y toquen el suelo con ambos pies serán eliminados hasta que solo quede uno en el ring, quien será el ganador. En la primera edición, en 1988 fue la única de 20 luchadores, el año siguiente fue la primera edición de 30, en 2011 fue la priméra y única edición con 40 luchadores, pero en 2012 volvió a ser de 30. El 9 de enero, en la edición de RAW, se clasificaron Jinder Mahal, Santino Marella, Sheamus y Wade Barrett. El 16 de enero en RAW también se clasificaron R-Truth y The Miz. El 23 de enero, en RAW, se clasificaron también Mick Foley y Chris Jericho, además The Miz perdió una lucha contra R-Truth, y como resultado, Miz será el primero en entrar. El 27 de enero, en la edición de SmackDown!, se clasificaron Tyson Kidd, Hunico, Cody Rhodes, Brodus Clay, Ted DiBiase, Ezekiel Jackson, Justin Gabriel, Heath Slater, Mason Ryan y Kofi Kingston. Sin embargo, no participaron DiBiase (por lesión), Ryan, Slater, Clay (quien luchó en el evento) ni Kidd.
El 26 de diciembre, en la edición de RAW se efectuó un Gauntlet Match entre el Campeón de la WWE CM Punk contra 3 luchadores. Si él le podría ganar a esos 3, se enfrentaría a John Laurinaitis, pero si perdía contra uno de esos, el ganador recibirá una oportunidad por el Campeonato de la WWE la semana siguiente. A pesar de que derrotó al primer luchador, Jack Swagger, perdió ante Dolph Ziggler debido a una distracción producida por Laurinaitis. El 2 de enero, en RAW, durante la lucha por el Campeonato, Punk perdió por conteo fuera debido a otra distracción de Laurinaitis. Como resultado, el título siguió siendo de Punk. Después de la lucha, Laurinaitis le dijo a Punk que defendería el Campeonato de la WWE contra Ziggler en el evento Royal Rumble y que él mismo sería el árbitro especial. La semana siguiente, Punk se enfrentó a Swagger en una lucha individual, y Laurinaitis dijo que si Swagger perdía, ni él ni Vickie Guerrero podrían estar cerca de Ziggler. La lucha finalmente la ganó Punk; y como consecuencia de esto, Swagger y Guerrero no podrán estar con Ziggler. Luego Punk se refirió a la posibilidad de que Laurinaitis le quite el campeonato en el evento y justo cuando estos se enfrentaban en el último RAW previo al evento, David Otunga dice que la situación de Laurinaitis como gerente general de RAW y su intención de hacer trampa a Punk, en la lucha por el título en el evento, será analizado por la junta de directores de la empresa y la posibilidad de que Laurinaitis será removido de su cargo, quedará en manos de Triple H en el primer RAW después del evento. Apenas ocurrido eso, Laurinaitis dijo que se disculpará y ante el reclamo de Punk, pondrá a Mick Foley como árbitro decente.
El evento central de la marca SmackDown! gira en torno al Campeonato Mundial Peso Pesado de la WWE entre Daniel Bryan contra Mark Henry y The Big Show en un Steel Cage Match. En TLC: Tables, Ladders & Chairs, se llevó a cabo un Chairs Match entre el entonces campeón Mark Henry y The Big Show. Después de que Show ganara el Campeonato, Henry lo atacó por la espalda con una silla de acero y luego le aplicó un DDT sobre ésta. Tras el ataque, Daniel Bryan cobró su maletín del SmackDown! Money in the Bank, venciendo a Show rápidamente y ganando el título. Como consecuencia, Show tuvo su revancha la semana siguiente, pero durante el combate, Bryan provocó a Henry, quien estaba como comentarista, quien le empujó, haciendo que retuviera el título por descalificación. La semana siguiente, Show volvió a luchar contra Bryan en un No Disqualification Match; pero acabó sin resultado debido a que Show empujó accidentalmente a la novia (Kayfabe) de Bryan, AJ, quien tuvo que ser sacada en camilla. La semana siguiente, Daniel se enfrentó a Henry en un Lumberjack Match, pero finalizó sin resultado después de que los leñadores atacaron a ambos luchadores. Después de lo sucedido, se pactó un Steel Cage Match por el Campeonato Mundial Peso Pesado de la WWE en Royal Rumble entre los tres luchadores.
Otra rivalidad de la marca RAW fue entre Kane y John Cena. El 12 de diciembre de 2011, en el episodio especial de RAW de los Slammy Awards, se pactó una lucha entre Cena contra Mark Henry. Durante el combate, Kane hizo su regreso, atacando a Cena con un Chokeslam. La semana siguiente, el 19 de diciembre, Cena afirmó que estuvo en el lugar equivocado a la hora equivocada, pero Kane continuó atacándolo y le rompió la camiseta Rise Above Hate (Elevarse por encima del odio). En la siguiente edición de RAW, Kane explicó los motivos de su ataque y dijo que por qué elevarse por encima del odio, si el impulso natural provoca abrazarlo. Además, dijo que si Cena no acepta el odio, lo obligaría a admitirlo por las siguientes semanas. Luego fue por el amigo de Cena, Zack Ryder, a quien le aplicó una Chokeslam en la rampa de entrada. Después de eso, John Laurinaitis pactó una lucha entre Cena contra Kane en Royal Rumble. Tras esto, Kane volvió a atacar a Ryder, lesionándole la espalda (Kayfabe).

## Recepción
El periódico estadounidense The Sun dio al evento una calificación de un 6,5 sobre 10, señalando que "se sentía como un espectáculo divertido de gran parte de la noche, pero con poca sustancia preciosa". El canadiense en línea The Explorer también dio el Royal Rumble una calificación de 6,5 de 10. La Lucha por el Campeonato Mundial Peso Pesado y la lucha entre John Cena vs Kane fueron calificados con un 5 sobre 10 y la lucha de Divas obtuvo un 3 sobre 10. La lucha de Campeonato de la WWE recibió la calificación más alta con un 8,5 de 10.

## Resultados
- Dark Match: Yoshi Tatsu derrotó a Heath Slater. (4:00)
  - Tatsu cubrió a Slater después de una "Roundhouse kick".
- Daniel Bryan derrotó a Mark Henry y The Big Show en un Steel Cage Match y retuvo el Campeonato Mundial Peso Pesado. (9:08)
  - Bryan ganó la lucha tras escapar de la jaula.
- Beth Phoenix, Natalya & The Bella Twins (Brie Bella & Nikki Bella) derrotaron a Kelly Kelly, Eve Torres, Alicia Fox & Tamina. (5:29)
  - Phoenix cubrió a Kelly después de un "Glam Slam".
- Kane y John Cena terminaron sin resultado. (10:56)
  - La lucha terminó sin resultado luego de que ambos luchadores recibieran doble conteo fuera del ring.
  - Después de la lucha, Kane atacó a Cena y a Zack Ryder en el vestuario de este último.
- Brodus Clay (con Naomi y Cameron) derrotó a Drew McIntyre. (1:05)
  - Clay cubrió a McIntyre después de un "Ah Funk it!".
- CM Punk derrotó a Dolph Ziggler (con John Laurinaitis como árbitro especial) y retuvo el Campeonato de la WWE. (14:32)
  - Punk cubrió a Ziggler después de un "Go To Sleep".
  - Antes de la lucha, Laurinaitis expulsó del ringside a Vickie Guerrero.
  - Durante la lucha Ziggler se rindió con la "Anaconda Vise" y luego Punk lo cubrió con un "Backward Roll" pero el árbitro no los vio.
  - Si Guerrero o Jack Swagger interferían, Punk retendría el campeonato.
- Sheamus ganó el Royal Rumble 2012. (54:55)
  - Sheamus eliminó finalmente a Chris Jericho, ganando la lucha.
  - Esta fue la única lucha y última aparición de Kharma en WWE.

## Royal Rumble: entradas y eliminaciones

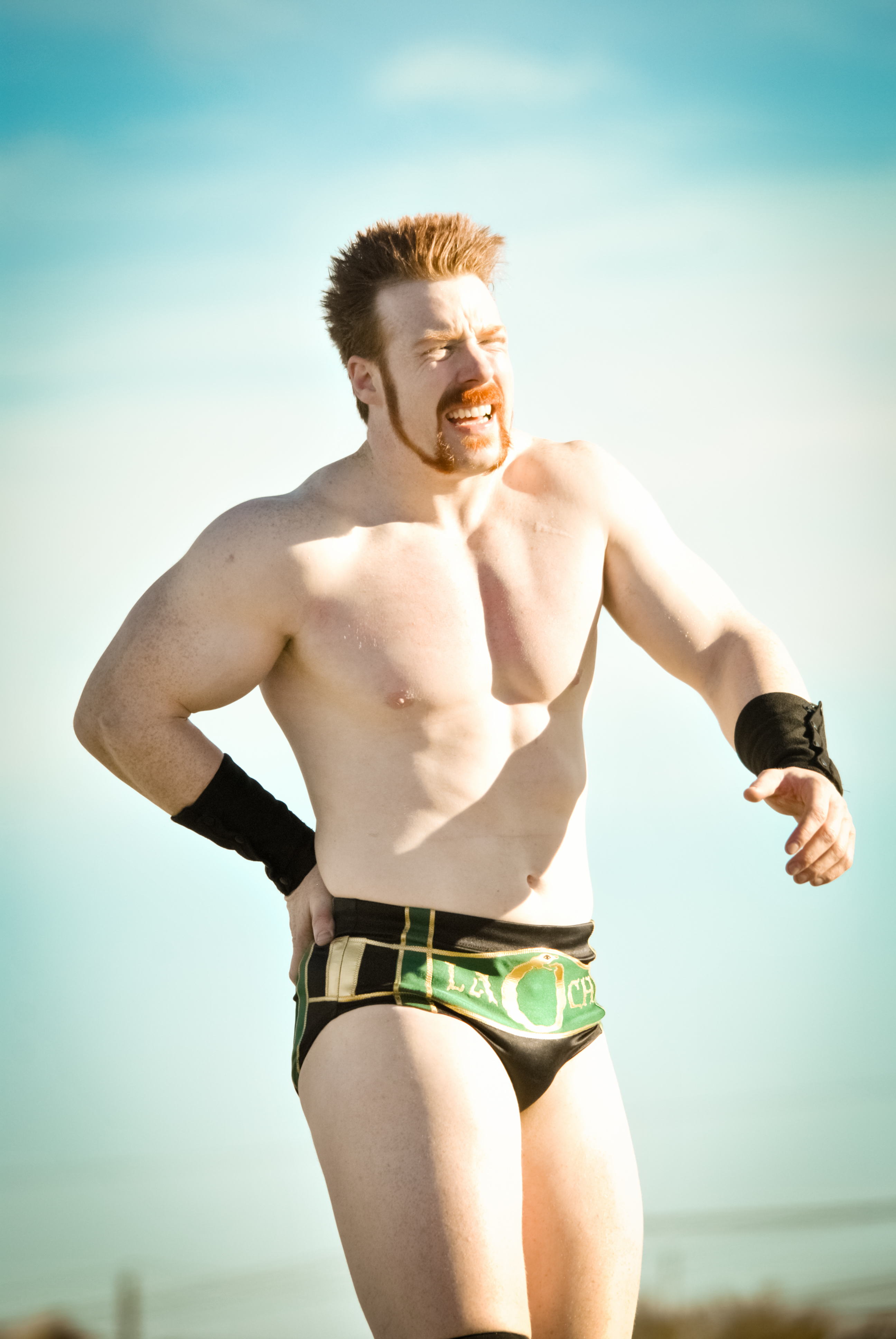
Sheamus, ganador del Royal Rumble 2012.

Rojo ██ indica las superestrellas de RAW, azul ██ indica las superestrellas de Smackdown!, el blanco      indica las superestrellas en modo Alumni, y rosa ██ son las luchadoras que se incluyeron en la lucha.
| Entradas | Entradas          | Eliminado por | Eliminado por     | Tiempo |
| -------- | ----------------- | ------------- | ----------------- | ------ |
| 1        | The Miz           | 25            | Show              | 45:39  |
| 2        | Alex Riley        | 1             | Miz               | 01:15  |
| 3        | R-Truth           | 2             | Miz               | 04:57  |
| 4        | Cody Rhodes       | 24            | Show              | 41:55  |
| 5        | Justin Gabriel    | 4             | Rodríguez & Foley | 07:42  |
| 6        | Primo             | 3             | Foley             | 01:57  |
| 7        | Mick Foley        | 8             | Rhodes            | 06:34  |
| 8        | Ricardo Rodríguez | 5             | Marella           | 02:19  |
| 9        | Santino Marella   | 7             | Rhodes            | 02:31  |
| 10       | Epico             | 6             | Foley             | 00:11  |
| 11       | Kofi Kingston     | 18            | Sheamus           | 17:55  |
| 12       | Jerry Lawler      | 9             | Rhodes            | 00:43  |
| 13       | Ezekiel Jackson   | 11            | Khali             | 03:46  |
| 14       | Jinder Mahal      | 10            | Khali             | 01:17  |
| 15       | The Great Khali   | 14            | Ziggler & Rhodes  | 07:29  |
| 16       | Hunico            | 16            | Kharma            | 09:00  |
| 17       | Booker T          | 13            | Ziggler & Rhodes  | 04:40  |
| 18       | Dolph Ziggler     | 26            | Show              | 19:46  |
| 19       | Jim Duggan        | 12            | Rhodes            | 00:57  |
| 20       | Michael Cole      | 15            | Booker T & Lawler | 01:23  |
| 21       | Kharma            | 17            | Ziggler           | 01:00  |
| 22       | Sheamus           | -             | Ganador           | 22:21  |
| 23       | Road Dogg         | 19            | Barrett           | 04:55  |
| 24       | Jey Uso           | 20            | Orton             | 07:05  |
| 25       | Jack Swagger      | 23            | Sheamus y Show    | 07:59  |
| 26       | Wade Barrett      | 21            | Orton             | 03:55  |
| 27       | David Otunga      | 22            | Jericho           | 03:15  |
| 28       | Randy Orton       | 28            | Jericho           | 16:40  |
| 29       | Chris Jericho     | 29            | Sheamus           | 11:34  |
| 30       | The Big Show      | 27            | Orton             | 01:51  |

1. ↑  Después de ser eliminado, atacó a The Miz.
2. ↑  Booker T & Jerry Lawler ya se encontraban eliminados.
3. ↑  Big Show no había ingresado al ring antes de ayudar a eliminar a Swagger.
4. ↑  Antes de ingresar al ring le aplicó a Swagger su K.O. Punch.